# The Ragpicker's Dream
Albums de Mark Knopfler
Sailing to Philadelphia
(2000) Shangri-La
(2004)
The Ragpicker's Dream est le troisième album solo de Mark Knopfler, enregistré en 2002. L'album a été mixé par  Chuck Ainlay. La photo de couverture est de Elliott Erwitt.

## Liste des chansons
Les pistes de l'album sont :
1. Why Aye Man   – 6:14
2. Devil Baby   – 4:05
3. Hill Farmer's Blues   – 3:45
4. A Place Where We Used to Live   – 4:34
5. Quality Shoe   – 3:56
6. Fare Thee Well Northumberland   – 6:29
7. Marbletown   – 3:33
8. You Don't Know You're Born   – 5:21
9. Coyote   – 5:56
10. The Ragpicker's Dream   – 4:20
11. Daddy's Gone to Knoxville   – 2:48
12. Old Pigweed   – 4:34

## Liste des chansons pour l'édition limitée
1. Why Aye Man (live au Shepherds Bush Empire)
2. Quality Shoe (live au Shepherds Bush Empire)
3. Sailing to Philadelphia (live à Toronto)
4. Brothers in Arms (live à Toronto)
5. Why Aye Man (vidéo)

## Musiciens
- Mark Knopfler – guitares et voix
- Richard Bennett – guitares
- Glenn Worf (en) – basse
- Guy Fletcher – claviers, chœurs ("You Don't Know You're Born")
- Jim Cox – piano, orgue Hammond
- Chad Cromwell – batterie